# Léonie de Waha
Léonie Marie Laurence de Chestret de Haneffe, generalment coneguda com Léonie de Waha (1836–1926), fou una feminista, filantropa, educadora i activista valona belga francòfona. Recolzà l'educació per a xiquetes i dones, i l'establiment d'escoles i biblioteques. El 1868, funda l'Institut supérieur lliure de demoiselles, una escola secundària per a xiques, a Lieja, ara coneguda com Athénée Léonie de Waha. Per promoure els drets de les dones, el 1912 va crear la Union des femmes de Wallonie, que va dirigir fins a la seua mort, el 1926.

## Biografia
Naix a Tilff, a la província de Lieja, el 3 de març del 1836; Léonie Marie Laurence de Chestret de Haneffe pertanyia a l'aristocràcia: son pare era el senador belga Hyacinthe de Chestret de Haneffe (1797-1881) i sa mare Amanda Laurence de Sélys Longchamps (1809 –1838), germana major del polític belga Edmond de Sélys Longchamps. Després de la mort de sa mare quan tenia només dos anys, la criaren al castell de Colonster institutrius i tutors privats. De jove, estudià a l'Institut d'Éducation pour Demoiselles de Lieja i visqué uns anys a Flandes. El 20 d'agost del 1863, es casà amb l'advocat Victor Louis Auguste de Waha-Baillonville, amb qui va tenir una filla, Louise Amanda. La seua mala sort continuà amb la mort de la seua filla al 1866, i la del seu espòs l'1 d'agost del 1867.

## Carrera
Ja vídua, es dedicà a promoure l'emancipació de les dones i a fomentar l'educació de les xiquetes. Funda una escola de confecció a Tilff, i al 1868 l'Institut Supérieur de Demoiselles (Escola Secundària de Joves) a Lieja, en un ambient secular. Les lliçons opcionals de religió les hi impartien clergues catòlics, protestants o jueus. L'escola més tard s'amplià, i les noves instal·lacions les dissenyà l'arquitecte Jean Moutschen. Aviat es coneixia com el Lycée Léonie de Waha.
A principis del segle XX es va sentir atreta pel Moviment Való, empés per figures destacades com ara Julien Delaite i Jules Destrée. Donà suport a les propostes perquè el país es dividís en regions per als valons, els flamencs i els habitants de Brussel·les. El 28 d'octubre del 1912, per fer costat a Valònia, funda la Union des femmes de Wallonie, que inicialment encoratjava les dones a participar en el suport de les tradicions culturals del país, però després de la Primera Guerra Mundial se centrà en els drets de les dones: millor accés a l'educació, el sufragi de les dones i oportunitats en la força laboral.
Va morir a Tilff el 8 de juliol del 1926, a l'edat de 90 anys.